# Eremoleon nigribasis
Eremoleon nigribasis là một loài côn trùng trong họ Myrmeleontidae thuộc bộ Neuroptera. Loài này được Banks miêu tả năm 1920.